# Murray Hill (performeur)
Pour les articles homonymes, voir Murray Hill (homonymie) et Hill.
Murray Hill est un humoriste et drag king américain, originaire de New York. Il incarne le personnage de Busby Murray Gallagher, à la fois à la scène et dans  sa vie quotidienne,,. Murray Hill est selon ses propres dires  « l'homme d'âge moyen le plus travailleur du show-business ».
Judith Halberstam fait l'éloge de Hill dans The Encyclopedia of Lesbian and Gay Histories and Cultures pour sa « transformation de la masculinité et l'exposition de sa théâtralité avec des résultats marquants ». The New York Times l'appelle « l'actuel patriarche régnant sur la communauté de la performance en ville » et le Seattle Weekly le décrit comme un « pionnier » des drag kings.

## Biographie
Hill commence à se produire en 1995 quand l'East Village se transforme et se gentrifie, les galeries d'art déménageant à Chelsea pour bénéficier de loyers moins coûteux et la scène musicale se déplaçant vers le Pacifique Nord Ouest. Ses imitations les plus célèbres sont Elvis et John Travolta. Hill fait partie d'une série de comédiens et performeurs des années 1990 qui émergent dans la scène du Lower East Side et de l'East Village, emblématiques des quartiers dépeints dans la comédie musicale Rent.
Hill est un cérémonaire dans le Lower Manhattan d’événements tels que la compétition annuelle « Ms. Lez », une soirée de bingo co-animée avec la drag queen Linda Simpson, présentant une variété de performances burlesques et théâtrales,,.
Hill performe en première partie de la tournée du groupe de rock Le Tigre, et fait l'ouverture de The Gossip. Il joue également lors de fêtes données par Joan Rivers, Ivana Trump et Liza Minnelli, et son jeu incorpore des hommages à Joey Adams, Benny Hill, Sammy Davis Jr., et Henny Youngman.
Murray Hill joue aussi avec le violoniste Scott Tixier.[réf. nécessaire]
Hill joue des bouts de textes dans le film Shortbus de John Cameron Mitchell sorti en 2006, ainsi que dans Bored to Death de HBO. Il apparait aussi dans Dirty Martini and the New Burlesque, un film sur la scène burlesque New Yorkaise avec une focalisation sur le performeur Dirty Martini. Hill et Michael Musto apparaissent dans la vidéo de la chanson de TV on the Radio intitulée « No Future Shock ».

## Filmographie
- 2024 : Jackpot de Paul Feig
- prochainement : The Man with the Bag d'Adam Shankman

## Galerie photo

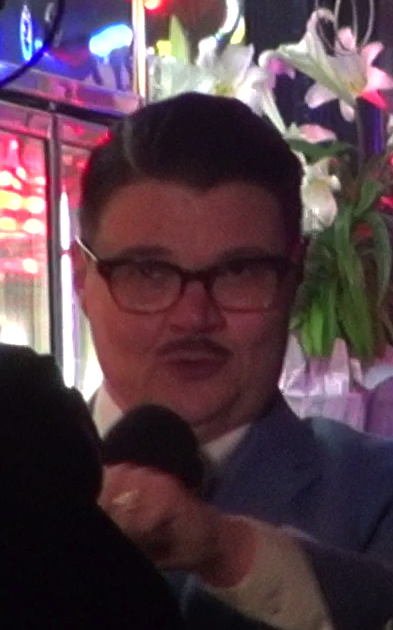
Hill racontant une histoire dans l'East Side.
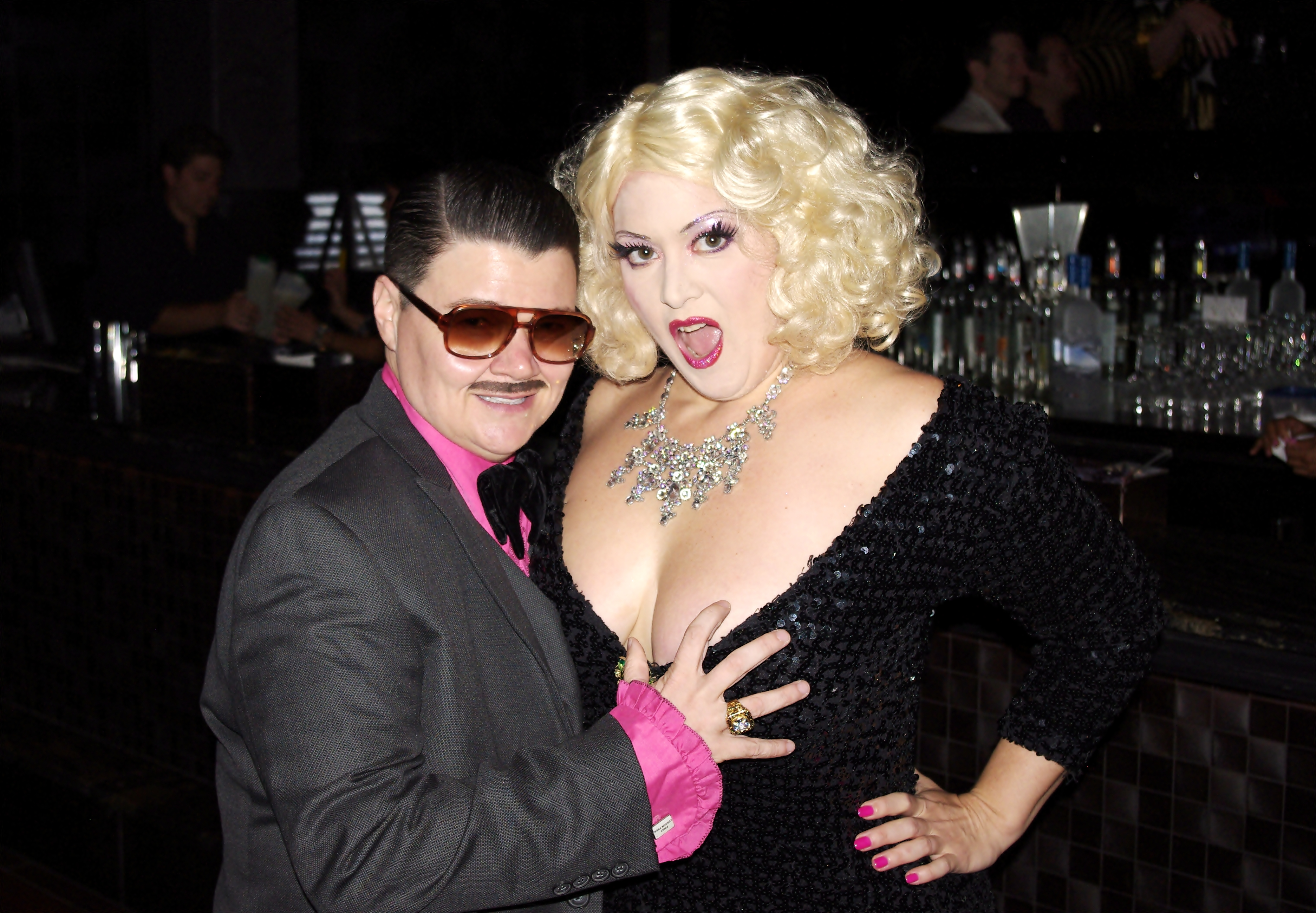
Hill avec Miss Dirty Martini au Copacabana en 2011.
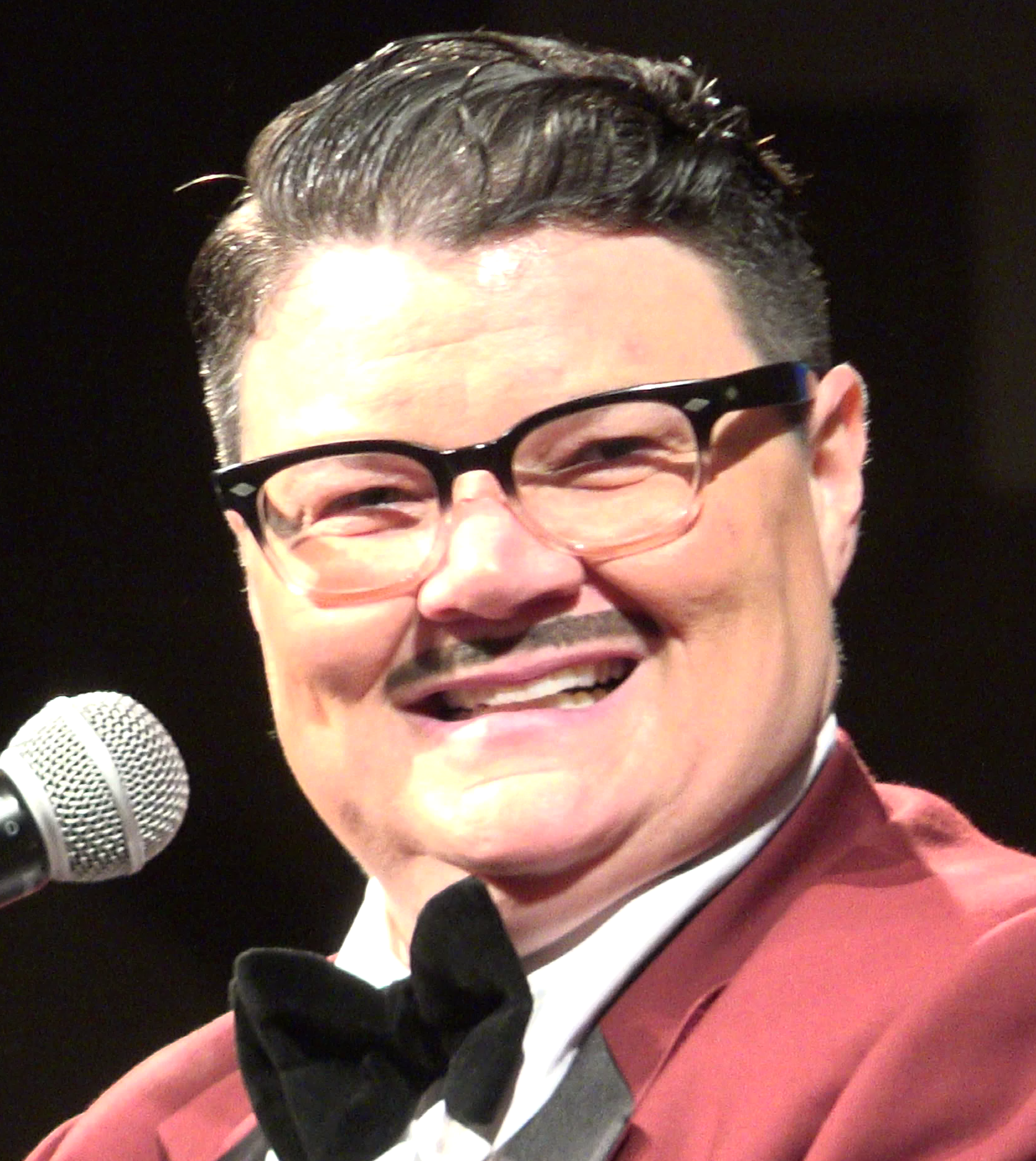
Murray Hill à la Cooper Union.